# モリス郡 (カンザス州)
モリス郡（英: Morris County）は、アメリカ合衆国カンザス州の中央部東に位置する郡である。2010年国勢調査での人口は5,923人であり、2000年の6,104人から3.0%減少した。郡庁所在地はカウンシルグローブ市（人口2,182人）であり、同郡で人口最大の都市でもある。

## 19世紀

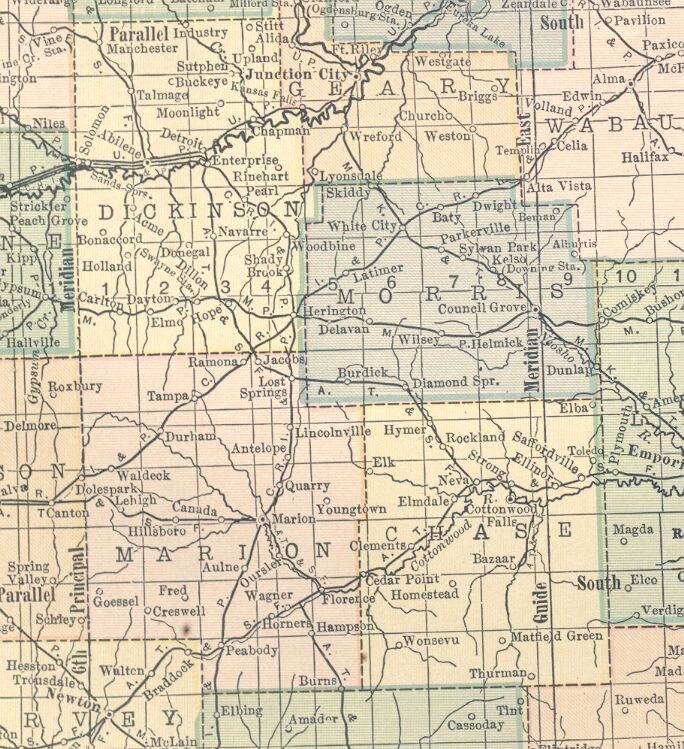
1914年の鉄道路線図

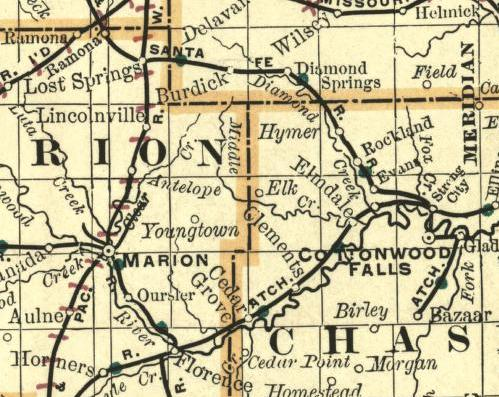
1893年の鉄道路線図

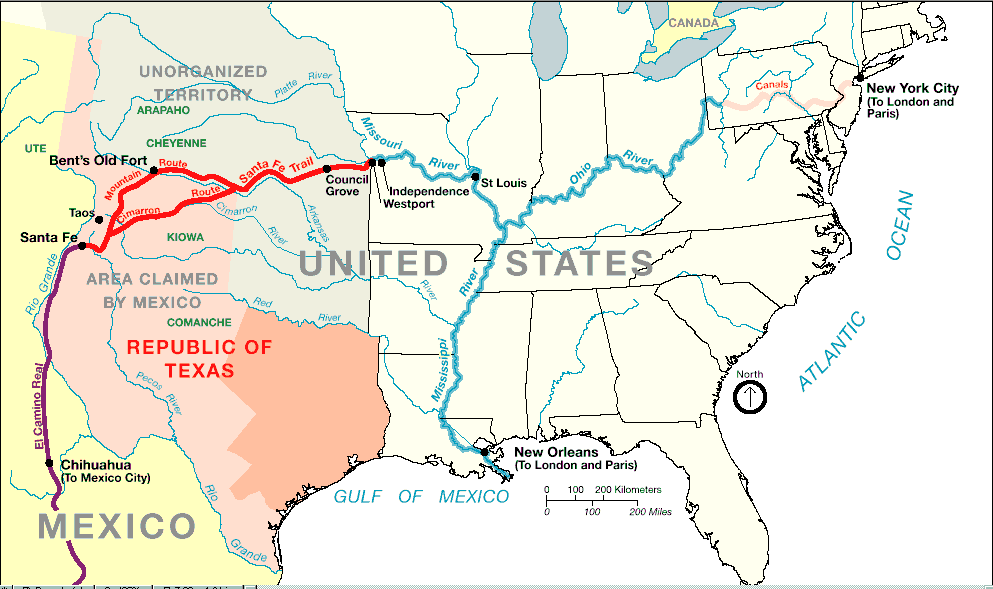
モリス郡を通るサンタフェ・トレイル、1845年

モリス郡はコー族インディアンが昔住んでいた地に設立された。開拓者がコー族の土地に侵入するに連れて、開拓者とコー族の関係は不穏なものになっていった。
1825年、ヨーロッパ系アメリカ人によってカウンシルグローブの町が設立され、サンタフェ・トレイルの重要な物資供給基地になった。この町は、1845年にはジョン・C・フレモントの遠征隊の宿営地にもなり、また1849年には陸路郵便が供給本部を置いた。
モリス郡は1855年にワイズ郡として組織化された。この郡名はバージニア州知事ヘンリー・A・ワイズに因むものだった。1859年、ワイズがハーパーズ・フェリーで奴隷制度廃止運動家のジョン・ブラウンの処刑を宰領したとき、奴隷制度廃止運動の支持者達が、元オハイオ州選出のアメリカ合衆国上院議員で奴隷制度に反対していたトマス・モリスに因んで郡名を変えた。
1851年、メソジスト教会がモリス郡にインディアン伝道所を設立した。30人のコー族少年が1854年までそこに住み勉強をしたが、コー族はこの年オクラホマ州に移住させられた。
1877年から1879年、ベンジャミン・"パップ"・シングルトンは1846年に自由を求めて逃亡した奴隷だったが、「エクソダスター」と呼ばれる自由人のためにモリス郡で開拓地を作った。数多い家族がレコンストラクション後の南部から中西部での機会とより良い生活を求めて移ってきた。
1887年、シカゴ・カンザス・ネブラスカ鉄道はトピカからヘリントンに至る幹線を建設した。この幹線はトピカ、バレンシア、ウィラード、メイプルヒル、ベラ、パクシコ、マクファーランド、アルマ、ボーランド、アルタビスタ、ドワイト、ホワイトシティ、ラティマーおよびヘリントンを結んだ。シカゴ・カンザス・ネブラスカ鉄道は1891年に倒産し、シカゴ・ロック・アイランド・アンド・パシフィック鉄道に買収された。さらにこの会社は1世紀後の1980年に閉鎖され、オクラホマ・カンザス・テキサス鉄道に再編され、1988年にはミズーリ・パシフィック鉄道と合併し、1997年にはユニオン・パシフィック鉄道と合併した。地元の人はこの線を「ロックアイランド」と呼んでいる。
1887年、アッチソン・トピカ・アンド・サンタフェ鉄道が州内ネバ（ストロングシティの西3マイル (5 km)）からネブラスカ州スーピアリアまでの支線を建設した。この支線はストロングシティ、ネバ、ロックランド、ダイアモンドスプリングス、バーディック、ロストスプリングス、ジェイコブス、ホープ、ナバーレ、エンタープライズ、アビリーン、タルマージ、マンチェスター、ロングフォード、オークヒル、ミルトンベール、オーロラ、ハッシャー、コンコーディア、カックレー、コートランド、ウェバーを結びネブラスカ州のスーピアリアを繋いだ。ある時点でネバからロストスプリングスまでの線路は撤去されたが、通行権は放棄されなかった。この支線は当初、「ストロングシティ・アンド・スーピアリア線」と呼ばれたが、後に短縮されて「ストロングシティ線」となった。1996年、アッチソン・トピカ・アンド・サンタフェ鉄道はバーリントン・ノーザン鉄道と合併し、現在のBNSF鉄道となっている。地元の人間は現在でもこの線を「サンタフェ鉄道」と呼んでいる。

### 20世紀
ナショナル・オールドトレイル・ロードは太洋から大洋へのハイウェイとも呼ばれ、1912年に設立され、カンザス州のヘリントン、デラバン、カウンシルグローブを通って設定された。

## 法と政府
モリス郡はアルコールを禁じる、すなわち「ドライ」の郡だったが、1986年にカンザス州憲法が修正され、住民は投票で個人が嗜むアルコール飲料の販売を承認した。ただし、食料販売量の30%までという制限が付いた。

## 地理
アメリカ合衆国国勢調査局に拠れば、郡域全面積は702.84平方マイル (1,820.3 km2)であり、このうち陸地は697.38平方マイル (1,806.2 km2)、水域は5.46平方マイル (14.1 km2)で水域率は0.78%である。

### 隣接する郡
- ギアリー郡 - 北
- ワボンシー郡 - 北東
- ライアン郡 - 南東
- チェイス郡 - 南
- マリオン郡 - 南西
- ディキンソン郡 - 西

## 人口動態

人口ピラミッド

以下は2000年の国勢調査による人口統計データである。
| 基礎データ - 人口: 6,104人 - 世帯数: 2,539 世帯 - 家族数: 1,777 家族 - 人口密度: 3人/km2（9人/mi2） - 住居数: 3,160軒 - 住居密度: 2軒/km2（4軒/mi2） 人種別人口構成 - 白人: 97.49% - アフリカン・アメリカン: 0.34% - ネイティブ・アメリカン: 0.33% - アジア人: 0.23% - 太平洋諸島系: 0.02% - その他の人種: 0.70% - 混血: 0.88% - ヒスパニック・ラテン系: 2.23% 年齢別人口構成 - 18歳未満: 25.2% - 18-24歳: 5.6% - 25-44歳: 23.9% - 45-64歳: 24.3% - 65歳以上: 21.0% - 年齢の中央値: 42歳 - 性比（女性100人あたり男性の人口） - 総人口: 97.0 - 18歳以上: 93.3 | 世帯と家族（対世帯数） - 18歳未満の子供がいる: 30.2% - 結婚・同居している夫婦: 60.7% - 未婚・離婚・死別女性が世帯主: 6.6% - 非家族世帯: 30.0% - 単身世帯: 28.0% - 65歳以上の老人1人暮らし: 14.9% - 平均構成人数 - 世帯: 2.37人 - 家族: 2.90人 収入と家計 - 収入の中央値 - 世帯: 32,163米ドル - 家族: 39,717米ドル - 性別 - 男性: 28,912米ドル - 女性: 21,239米ドル - 人口1人あたり収入: 18,491米ドル - 貧困線以下 - 対人口: 9.0% - 対家族数: 6.7% - 18歳未満: 10.4% - 65歳以上: 13.3% |

## 都市と町

### 法人化された都市
都市名の後の数字は2010年国勢調査での人口を示す。
- カウンシルグローブ, 2,182 - 郡庁所在地
- ホワイトシティ, 618
- ドワイト, 272
- ウィルジー, 153
- ダンラップ, 30
- パーカービル, 59
- ラティマー, 20
- ヘリントン市（人口2,526人）の1平方キロメートル足らずが郡内に入っているが、その他の大半はディキンソン郡内にある

## その他の町
- バーディック
- デラバン
- スキッディ

### ゴーストタウン
- ダイアモンドスプリングス

## 郡区
モリス郡は11の郡区に分けられている。カウンシルグローブ市は「政治的に独立」とは見なされ、下記郡区の数字からは外されている。下表で「人口中心」は最大都市であり、特に大きな数字でなければ、郡区の人口に含まれるものである。

## 教育

### 統一教育学区
- USD 417, モリス郡
  - カウンシルグローブ、ダンラップ、田園部
- USD 481, ルーラルビスタ
  - ホワイトシティ、ラティマー、田園部

隣接郡の教育学区田園部
- USD 397, センター
  - バーディック、
- USD 284, チェイス郡
  - 田園部